# Недзьведзиця (Поморське воєводство)
Недзьведзиця (пол. Niedźwiedzica, нім. Bärwalde) — село в Польщі, у гміні Стеґна Новодворського повіту Поморського воєводства.
Населення — 258 осіб (2011).
У 1975-1998 роках село належало до Ельблонзького воєводства.

## Демографія
Демографічна структура станом на 31 березня 2011 року:
|          | Загалом | Допрацездатний вік | Працездатний вік | Постпрацездатний вік |
| -------- | ------- | ------------------ | ---------------- | -------------------- |
| Чоловіки | 121     | 31                 | 86               | 4                    |
| Жінки    | 137     | 36                 | 85               | 16                   |
| Разом    | 258     | 67                 | 171              | 20                   |